# فرانز شوماير
فرانز شوماير (بالألمانية: Franz Schuhmeier)، سياسي اشتراكي نمساوي، ولد في عام 1864 في فيينا 1913 في فيينا. شارك في تأسيس الحزب الاشتراكي الديمقراطي النمساوي مع فيكتور آدلر. اغتيل عام 1913.

## نشأته
وليد فرانز شوماير في حي أوتاكرينغ العمالي غرب فيينا لعائلة عمّالية فقيرة حيث كانت أمه تعمل غسّالة في البيوت وأبو صانع براميل. ومات أخوه الأكبر في سن الثالثة عشرة في حادث عمل، وكان لهذه الحادثة أثرا كبيرا عليه ظهر لاحقا في نشاطه السياسي في مقاومة عمالة الأطفال. كان طالبا نحيبا وأمن له مدرّسه الابتدائي مقعد تعليم مجاني في مدرسة رهبان في مدينة سانت بولتن شمال غرب فيينا، ولكنه لم يتمكن من الذهاب إلى هناك لعدم قدرة والدية على تأمين ثمن ملابس لائقة بالمدرسة، فاشتغل عاملا في مصنع للورق، وهناك كان التقاؤه مع الحركة الاشتراكية الديمقراطية.

## نشاطه السياسي
في العام 1888 أسس شوماير نادي «أبولو» للمدخنين الذي كان غطاءا لمنظمة عمالية سرية، وكان أعضاؤه يلتقون دوريا في إحدى الحانات. تعرض شوماير للاعتقال أكثر من مرة بسبب نشاطه السياسي وتسبب اعتقاله في تغيبه عن مؤتمر هاينفيلد الذي تأسس فيه الحزب الاشتراكي الديمقراطي بقيادة فيكتور آدلر. بعد الإفراج عنه انضم شوماير إلى إدارة صحيفة العمال (بالألمانية: Arbeiterzeitung) الناطقة باسم الحزب.
بخلفيته اللاسلطوية مثل شوماير إلى جانب الطبيب ويلهلم إيلنبوغن يسار الحزب وتبنى خطا أكثر ميلا للصدام مع الدولة من خط فيكتور آدلر، وقدم بشخصيته الشعبية العمالية ولهجته الفييناوية صورة على النقيض من فيكتور آدلر الطبيب القادم من الطبقة الوسطى الغنية والمتحدث بالألمانية الفصحى الذي اشتكى ذات مرة من كثرة صدامات جماعة شوماير مع الشرطة في «الغرب المتوحش»، حي أوتارينغ العمالي، وأصدر مجلة «منصة الشعب» (بالألمانية:  Volkstribun) التي قدمت سجالات سياسية مع مجلة الحزب الرسمية التي كان يرأس تحريرها فريدريش أوسترلتز، وعرف عن شوماير تذمره من «اليهود في صحيفة العمال». نجح مرشحا عن حي أوتاكرينغ في دخول مجلس بلدية فيينا في انتخابات 1905 حيث حقق أعلى النتائج بين الاشتراكيين وصار زعيم اشتراكيي فيينا بلا منازع تقريبا.

## وفاته
اغتيل شوماير في شباط/فبراير 1913 في قاعة محطة قطارات شمال فيينا، إذ أطلق عليه النار رجل يدعى باول كونستشاك، وهو شقيق ليوبولد كونستشاك عضو البرلمان عن الحزب الاجتماعي المسيحي المنافس، ودفن في مقبرة أوتاكرينغ في جنازة حاشدة توافد إليها حوالي ال250 ألف شخص، وهناك قبره اليوم وتمثال برونزي له صنعه النحات سيغفرد باور عام 1925.

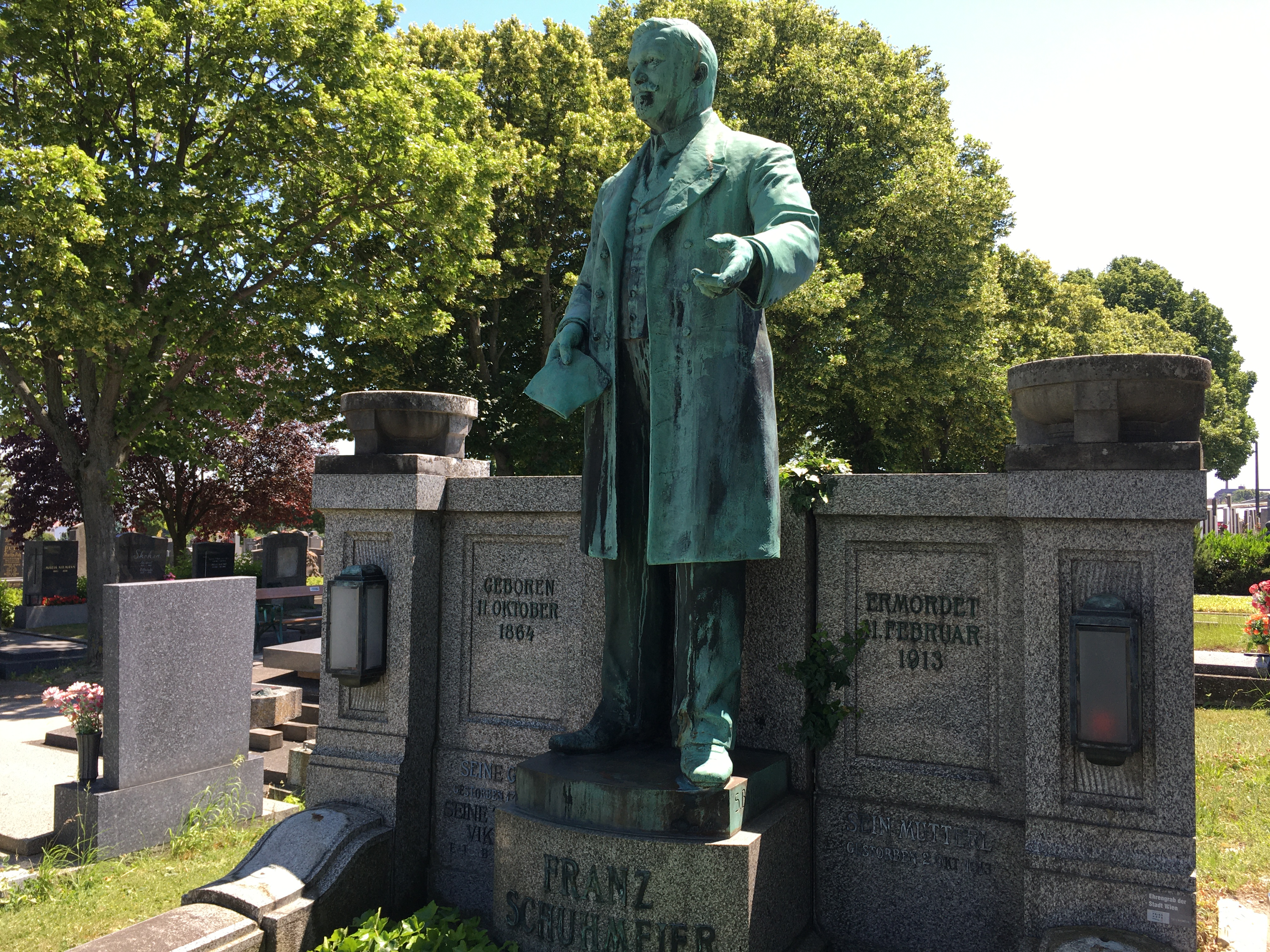
ضريح وتمثال فرانز شوماير في مقبرة أوتاكرينغ في حي فيينا السادس عشر